# Boeing 314

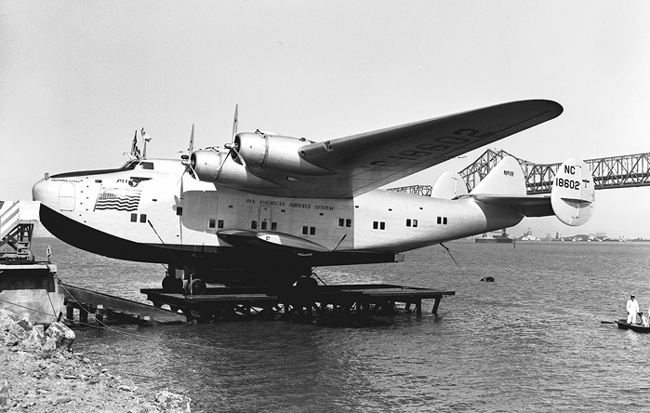
Boeing 314 uit het water

De Boeing 314 (Clipper) was een vliegboot die door Boeing Airplane Company tussen 1938 en 1941 werd geproduceerd. Het toestel gebruikte de enorme vleugel van de XB-15-bommenwerper om vluchten over de Atlantische Oceaan mogelijk te maken. Twaalf Clippers werden gebouwd voor Pan Am, waarvan er echter voor aflevering drie aan het Britse BOAC werden verkocht.
Eind jaren dertig had Pan American World Airways de behoefte aan een vliegboot met een groot bereik om vliegdiensten te gaan uitvoeren tussen Noord-Amerika en Europa. Pan Am zocht een vervanger voor de drie Martin M-130 vliegboten die het eerder had aangeschaft. Diverse vliegtuigbouwers dienden voorstellen in maar op Boeing viel de keuze in december 1936. Voor het nieuwe ontwerp maakte Boeing gebruik van een vleugel die het had ontwikkeld voor een experimentele lange-afstandbommenwerper, de XB-15, voor het Amerikaanse leger. Onder de vleugel werd een nieuwe romp geschikt voor het vervoer van passagiers en vracht aangebracht. De eerste versie kreeg vier radiaalmotoren van 1500 paardenkracht (pk). Alle vier motoren waren vanuit de romp via het interieur van de vleugels te bereiken. De romp bood ruimte aan maximaal 74 passagiers en de acht bemanningsleden. Voor nachtvluchten waren er stapelbedden beschikbaar en er was een aparte eetzaal met keuken aan boord. Er was tot slot ruimte voor 4.750 kilogram vracht.
Pan Am bestelde zes toestellen en de eerste van deze serie maakte op 7 juni 1938 de eerste vlucht in de Puget Sound. Alle zes Boeing 314’s werden in een jaar geleverd. Pan Am wilde de vliegtuigen inzetten over de Atlantische Oceaan op Europese bestemmingen. De Britse regering gaf hiervoor echter gedeeltelijk toestemming omdat Engeland op dat moment zelf geen vergelijkbare dienst kon aanbieden. Pan Am zette daarom twee toestellen in voor haar diensten over de Grote Oceaan tussen San Francisco en Hongkong. Deze reis duurde zo’n zes dagen met stops in Hawaï, Midway, Wake, Guam, Manilla en tot slot de eindbestemming Hongkong. De overige vier werden naar Europese, niet-Britse, bestemmingen ingezet.
Pan Am bestelde in september 1939 nog eens zes vliegboten, deze kregen grotere brandstoftanks en iets sterkere motoren en konden daarom ook drie extra passagiers meenemen. Deze versie kreeg de aanduiding 314A en later kregen de zes oudere toestellen ook deze nieuwe motoren.
Tijdens de Tweede Wereldoorlog nam het Amerikaanse leger twee van de toestellen over van Pan Am, al bleef Pan Am zorgen voor de bemanning en de vluchten. Pan Am verkocht ook drie exemplaren aan British Overseas Airways Corporation (BOAC) die ze gebruikte voor diensten over de Atlantische Oceaan. Na de oorlog kwamen alle toestellen terug naar Pan Am, maar de vliegboot had zijn beste tijd gehad. Door de oorlog waren op diverse eilanden in de Grote Oceaan bases aangelegd voor lange-afstandbommenwerpers. Deze konden ook gebruikt worden voor landvliegtuigen met voldoende bereik om de diensten van de watervliegtuigen over te nemen.
Van de twaalf exemplaren zijn er drie tijdens de oorlog verloren gegaan, maar bij één ongeval was sprake van slachtoffers.
Er zijn geen exemplaren van dit toestel bewaard gebleven. In het Ierse Foynes Flying Boat & Maritime Museum, County Limerick, staat een model op ware grootte opgesteld. Foynes was een belangrijke basis aan de westkust van Ierland waar veel vliegboten gebruik van maakten voor de trans-Atlantische overtocht.